# Chaugan
Le chaugan, chogan, chawgan ou tchovgan (pehlevi: čaukān, čōkān) est le nom persan du polo. Il signifierait « bâton pour jouer, maillet ». 
Le jeu a commencé à se développer à l’époque du roi Darius Ier (522 † 486) comme entraînement pour la garde royale et pour la cavalerie. Par la suite, il devient un jeu très prisé à la cour de Perse. 

## Histoire
Darius III aurait envoyé à Alexandre le Grand une balle et un maillet « lui signifiant ainsi que le jeu convenait mieux à son jeune âge et à son inexpérience que les activités guerrières ». Alexandre aurait répondu « La balle est la terre, et je suis le maillet », confiant en ses conquêtes futures.

## Tchovgan en Azerbaïdjan
En Azerbaïdjan, le tchovgan (en azéri: çövkən) est considéré comme un sport national. Diverses images et céramiques suggèrent que ce sport a une longue histoire dans ce pays. Par exemple, lors de fouilles archéologiques dans la région d'Oran-Gala, un navire contenant des images fragmentées d'un jeu tchovgan a été découvert, ce qui suggère indirectement qu'il existait au XIe siècle autour de la ville de Beylagan. Des mentions du jeu tchovgan figurent également dans «Khosrov et Chirin», un poème du poète et penseur persan Nizami Gandjavi, ainsi que dans des pages de l'épopée classique turcique «Livre de Dede Korkut». 
Une des variétés de ce jeu était largement pratiquée en Azerbaïdjan. Ici, deux équipes s’efforcent de marquer un but avec des clubs spéciaux. Les règles de la version moderne du jeu sont les suivantes : deux buts d'une largeur de 3 mètres avec des zones d'un demi-cercle d'un rayon de 6 mètres sont fixés dans une zone suffisamment grande. Le jeu se déroule avec une balle en caoutchouc ou en cuir tissé. Les clubs peuvent être différents par leurs formes. Chez les cavaliers azerbaïdjanais, ils rappellent le yarlyg de berger. Il y a 6 coureurs dans chaque équipe. La durée de la partie est de 30 minutes en deux périodes. Traditionnellement, les chevaux du Karabakh sont les montures de choix en raison de leur combinaison d'agilité et de tempérament relativement calme.
En 1979, un documentaire intitulé «Jeu de Tchovgan», tourné par le studio de films azerbaïdjanais Djafar Djabbarly, enregistrait les règles du sport et son développement historique. Cependant, dans l’ensemble, à l’époque soviétique, le sport a presque décliné et les bouleversements de la période post-soviétique immédiate se sont révélés difficiles pour l’élevage de chevaux. Cependant, ces dernières années, le sport a quelque peu rebondi. Depuis 2006, l’Azerbaïdjan organise en décembre un tournoi national appelé Coupe du Président au Centre de tourisme équestre républicain, à Dachyuz, près de Chéki. La première de ces rencontres, qui s'est déroulée du 22 au 25 décembre 2006, opposait des équipes de huit villes d'Azerbaïdjan - Chéki, Agdam, Aghstafa, Balakan, Gakh, Gazakh, Ogouz et Zagatala à la victoire finale pour Aghstafa.

## Situation actuelle
« Le tchovgan, jeu équestre traditionnel pratiqué à dos de chevaux karabakhs en République d’Azerbaïdjan » a été inscrit en 2013 par l'UNESCO sur la liste du patrimoine immatériel nécessitant une sauvegarde urgente.